# 臺灣玉米捲管螺
臺灣玉米捲管螺（学名：Inquisitor taivaricosa）为捲管螺科玉米捲管螺屬下的一个种。